# Gertrud Januszewski
Gertrud Maria Elisabeth Januszewski (Wilmersdorf, 3 oktober 1911 – Sittard, 21 februari 2001) was een Pools-Nederlands tekenaar, knipkunstenaar en beeldhouwer. Ze woonde vanaf 1939 in Nederland en verkreeg in juli 1957 het Nederlanderschap.

## Leven en werk
Januszewski was een dochter van Poolse ouders. Ze werd geboren in Wilmersdorf, dat in 1920 werd geannexeerd door Groot-Berlijn. Ze kreeg een opleiding in Duitsland en werkte als illustratrice voor een uitgeverij in Augsburg. Ze won in 1934 een prijsvraag van de Propaganda Fide in Rome. Januszewski weigerde zich aan te sluiten bij de Reichskulturkammer, die in 1933 door de nationaalsocialisten was ingesteld en vertrok naar Italië om daar affiches te ontwerpen. Haar werk sloeg er onvoldoende aan en ze verhuisde in 1939 naar Nederland, waar ze als niet-religieuze introk in het klooster Dominicanessen van Bethanië in Venlo. Naast haar grafisch werk (waaronder bid- en devotieprentjes) maakte ze schaarknipsels, die ze onder meer in 1941 exposeerde in het Museum van Nieuwe Religieuze Kunst in Utrecht. Ze illustreerde tijdschriften en een aantal kinderboeken, zoals de door het klooster uitgegeven driedelige reeks Buiten spelen (1946).
Januszewski kwam in 1955 in aanraking met graficus Hubert Levigne en via hem met de Jan van Eyck Academie in Maastricht. Ze verhuisde naar het Gemmaklooster in Sittard en studeerde beeldhouwkunst aan de Academie bij Fred Carasso. Ze koos bewust voor een niet-grafische richting, omdat ze zich op een breder vlak wilde ontwikkelen als kunstenares. Ze studeerde in 1960 cum laude af. Haar afstudeerwerk was een kruisweg in chamotte, waarvoor ze de prijs van de stad Maastricht ontving. Ze maakte in de jaren daarna nog een aantal kruiswegen. In 1966 vestigde ze zich in Maastricht. Met de opkomst van de secularisatie verdween de vraag naar religieus werk en de kunstenares richtte zich op bronzen beelden, waaronder die van een ezeltje en D'Artagnan voor Maastricht.
Gertrud Januszewski overleed in 2001. Na haar overlijden werd een deel van haar knipsels, bidprentjes en tekeningen opgenomen in de collectie van het Nederlands Museum van Knipkunst in Schoonhoven. Ook het Museum Catharijneconvent heeft werk van Januszewski in de collectie.

## Enkele werken
- 1960 kruisweg voor de kapel van het pensionaat van de Zusters Ursulinen in Roermond
- 1961-1964 kruisweg voor Huize Maria in Noordwijkerhout
- 1962-1965 kruisweg voor de kapel van het Ziekenhuis Sint Annadal. In 1991 overgebracht naar de Sint-Servaasbasiliek (Maastricht).
- 1966 kruisweg voor het klooster in Sittard
- 1967 bronzen beeld van twee bokspringende meisjes (spelende kinderen), Chopinstraat, Sittard
- 1976 bronzen beeld van een ezel, Ezelmarkt, Maastricht
- 1977 bronzen beeldje van D'Artagnan, Waldeckpark, Maastricht (gestolen in 2006)

## Fotogalerij

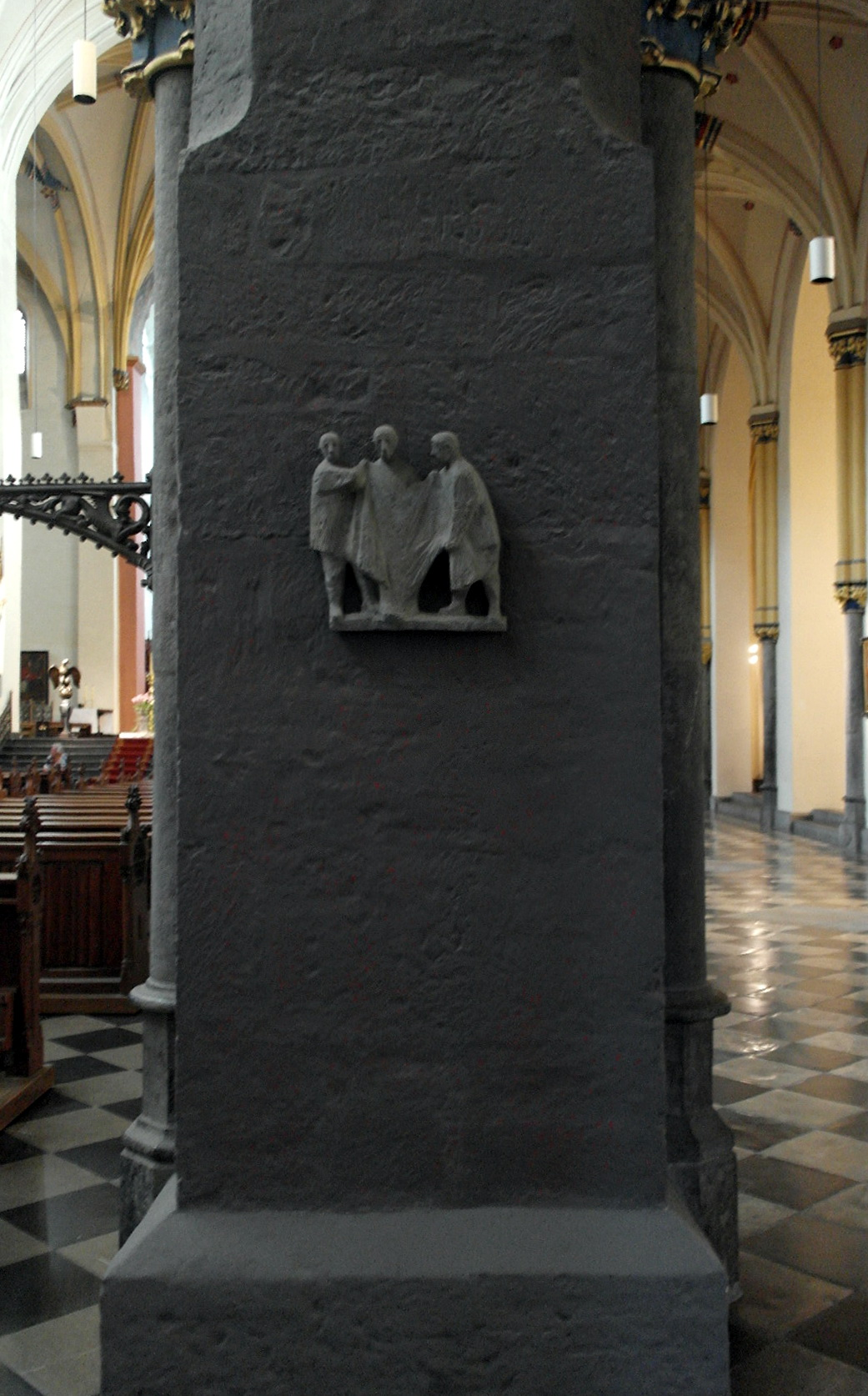
detail kruisweg, Sint-Servaasbasiliek
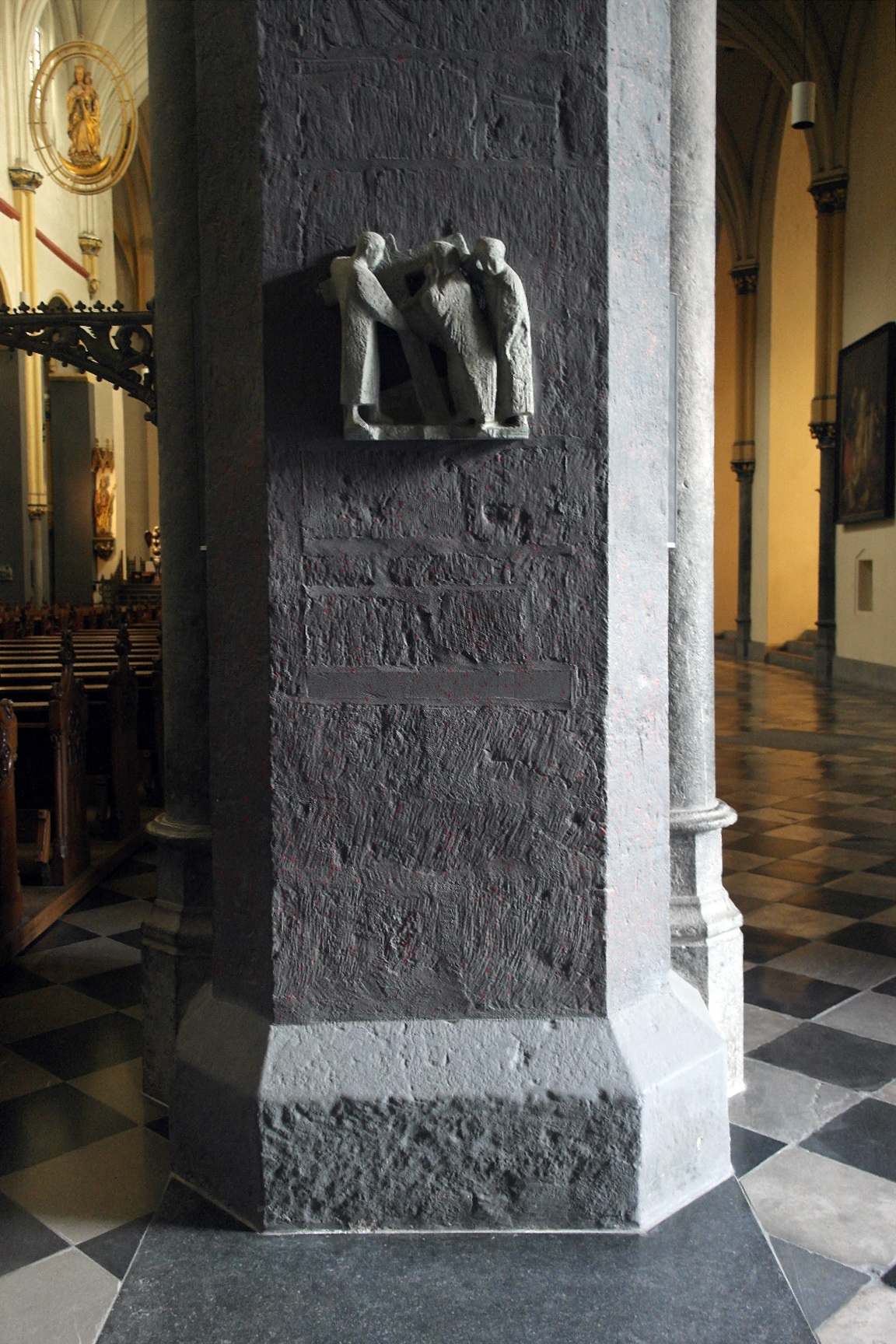
detail kruisweg, Sint-Servaasbasiliek
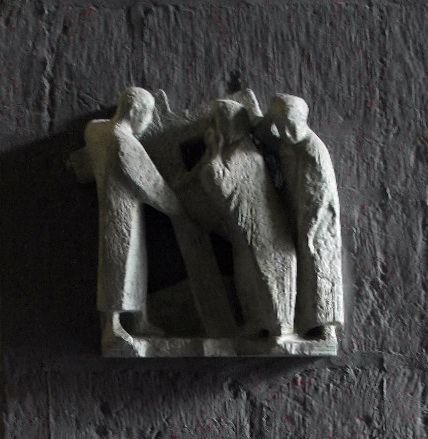
kruiswegstatie, Sint-Servaasbasiliek

- International Standard Name Identifier: 0000 0003 8970 0398
- Nederlandse Thesaurus van Auteursnamen: 100223400
- RKD-Nederlands Instituut voor Kunstgeschiedenis: 41967
- Virtual International Authority File: 283176342
- WorldCat: E39PBJk4D34T48KWcg6xJpjBfq